# Xoxocotla
Xoxocotla – miasto w Meksyku, w stanie Morelos.